# Phalera cossoides
Phalera cossoides är en fjärilsart som beskrevs av Walker 1863. Phalera cossoides ingår i släktet Phalera och familjen tandspinnare. Inga underarter finns listade i Catalogue of Life.